# Esteban Albornoz
Claudio Esteban Albornoz Vintimilla ( Cuenca, 27 de mayo de 1967) es un ingeniero eléctrico y político ecuatoriano. Desde 2012 al 2016 desempeñó el cargo de ministro de Electricidad y Energía Renovable del Ecuador y desde 2017 al 2021 fue Asambleísta del Ecuador.

## Biografía
Nació el 27 de mayo de 1967 en la ciudad ecuatoriana de Cuenca. Estudió la primaria en el Pensionado San Francisco de Borja, y la secundaria en el Colegio Técnico Salesiano, ambos en su ciudad natal; e Ingeniería Eléctrica en la Universidad de Cuenca.
En 1998 se traslada a San Juan, Argentina donde consigue un PhD en Ingeniería Eléctrica en la Universidad Nacional de San Juan en el año 2002. En 2000 regresa a Cuenca donde termina su tesis titulada "Ubicación de Equipos de Seccionamiento y Protección en sistemas de Distribución".
En 2005 fue Subsecretario de Electrificación del Ministerio de Energía y Minas; y  presidente del Colegio de Ingenieros Eléctricos y Electrónicos del Ecuador y del Azuay de 2006 al 2008.
Desempeñó el cargo de Presidente Ejecutivo de Hidropaute S.A desde abril de 2007 a enero de 2009.
Fue Gerente General de la Corporación Eléctrica del Ecuador (CELEC) en el año 2009.
Fue nombrado Ministro de Electricidad el 13 de julio de 2009 por el presidente Rafael Correa cargo que ocupó hasta el 16 de diciembre del mismo año tras presentar su renuncia. Durante este tiempo afrontó una de las mayores crisis eléctricas del Ecuador, por el gran estiaje que ocurrió en esta época y por esta razón el caudal de Amaluza de la Central Paute descendió drásticamente, por lo que Albornoz puso en marcha el plan de mantenimiento de todas las centrales termoeléctricas y gestionó la adhesión de 480 MW térmicos (ubicados en Pascuales, Manta y Quevedo) al Sistema Nacional Interconectado.
Regresó a ocupar el cargo de Presidente Ejecutivo de Hidropaute S.A, hasta su nueva posesión como Ministro de Electricidad y Energía Renovable el 31 de enero de 2011, cargo que ejerció hasta el 15 de noviembre de 2016
En 2017, ganó como el candidato más votado para representar a la provincia del Azuay en la Asamblea Nacional del Ecuador, puesto que ocupa desde el 14 de mayo de 2017. Al inicio de su periodo fue nombrado presidente de la Comisión de Desarrollo Económico, Productivo y Microempresa.